# أولاد اشكر (خط أزكان)
أولاد اشكر هي إحدى مشيخات المملكة المغربية، تتبع جغرافيا لإقليم آسفي وإداريًا لخط أزكان. يقدر عدد سكانها بـ 6702 نسمة حسب الإحصاء الرسمي للسكان والسكنى لسنة 2004.